# Río Turbio Airport
Río Turbio Airport är en flygplats i Argentina.   Den ligger i provinsen Santa Cruz, i den södra delen av landet, 2 200 km sydväst om huvudstaden Buenos Aires. Río Turbio Airport ligger 276 meter över havet.
Terrängen runt Río Turbio Airport är kuperad norrut, men söderut är den platt. Närmaste större samhälle är 28 de Noviembre, 2,4 km norr om Río Turbio Airport.
Trakten runt Río Turbio Airport består i huvudsak av gräsmarker. Runt Río Turbio Airport är det mycket glesbefolkat, med 3 invånare per kvadratkilometer.